# Batalla de Tora Bora
La Batalla de Tora Bora fue un enfrentamiento militar que tuvo lugar en Afganistán en diciembre de 2001, durante las etapas iniciales de la Guerra de Afganistán lanzada después de los Atentados del 11 de septiembre de 2001 en Estados Unidos. Estados Unidos y sus aliados pensaban que el líder de Al Qaeda, Osama bin Laden, se escondía en las escabrosas montañas de Tora Bora, pero a pesar de rebasar las posiciones de los talibanes y Al Qaeda fracasaron en el intento de matar o capturar a bin Laden. 

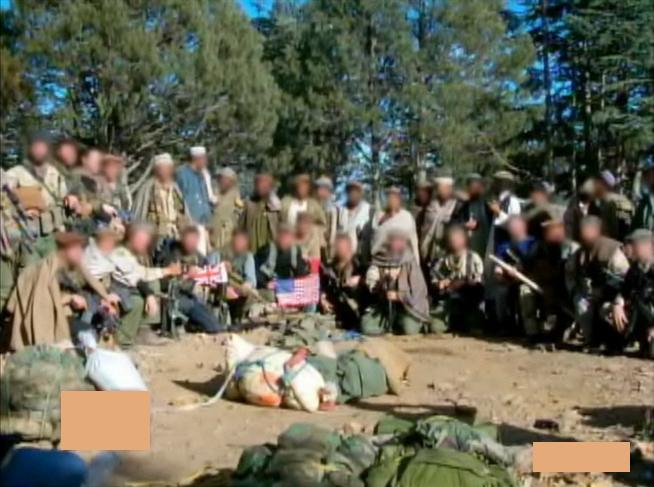
Comandos de la Delta Force estadounidense y del Special Boat Service británico durante la batalla de Tora Bora.

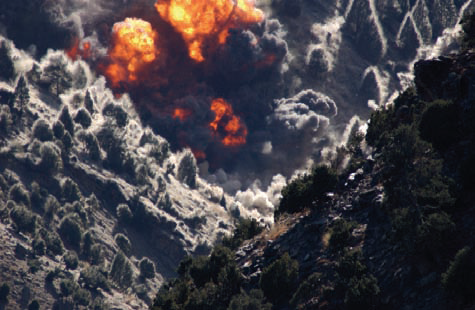
Ataques aéreos en Tora Bora.